# María Inés Silva Vila
María Inés Silva Vila (Salto, 23 de noviembre de 1927 - Montevideo, 8 de octubre de 1991) fue una escritora uruguaya, integrante de la Generación del 45.

## Biografía
Formó parte de la Generación del 45, junto a otros escritores reconocidos del período, entre ellos Carlos Maggi con quien contrajo matrimonio, mientras que su hermana María Zulema se casó con el político Manuel «Maneco» Flores Mora.
Fue colaboradora de Marcha y de las revistas Época, Mundo Uruguayo y Jaque. En 1952 publicó su primer libro de cuentos, La mano de nieve (el cuento homónimo había ganado el concurso de Marcha de 1946), y en 1964 Felicidad y otras tristezas, que revelan una escritora preocupada por el dolor y la soledad, en un ambiente donde destaca, enmascarada de diversas formas, la presencia de la muerte.
Según el crítico Arturo Sergio Visca, Silva Vila no era una escritora realista. Ese ambiente sobrenatural con el que vistió a sus relatos es posiblemente su mejor virtud. Destaca particularmente el cuento "Último coche a Fraile Muerto" (publicado por primera vez en Escritura n.º 2, 1947) donde se describe un fantasmal viaje en autobús en que el plano de la realidad y el de los sueños se superponen. Para el crítico Emir Rodríguez Monegal la propuesta es la de “un mundo gobernado por los sueños y las asociaciones poéticas, por una sensibilidad delicada y adolescente, no madurada aún para la vida –ni para la narración–”.
Escribió también una novela titulada Salto Cancán (1969) donde retrata el ambiente de su Salto natal y el ensayo Los rebeldes del 900 (1971).
En las crónicas de 45 por uno describe, con frescura y humor, el día a día de la convivencia con sus compañeros de generación. Por sus páginas desfilan sus amigos Juan Carlos Onetti, Felisberto Hernández, Paco Espínola, Luis Batlle Berres y también aquellos escritores a quienes consideró sus maestros Juan Ramón Jiménez, Jorge Luis Borges y Ernesto Sabato entre otros.

«Eran insoportables y fascinantes. O así me parecieron en mi primera visita al Metro, en el verano del 45. El café quedaba en la rinconada de la Plaza Libertad y en noches como esa adelantaba mesitas en la vereda, pero la verdad es que no recuerdo bien si estaban sentados allí o habían despreciado el aire libre por el más espeso del salón, hecho de humo de cigarrillos y de un olor insuflado por años desde los baños y la cocina. Me inclino a creer que estaban allí dentro, respirando aire viciado y literatura por todos los poros.

En su mayoría eran (los que estaban allí y los que conocí poco después) más que escritores aspirantes a escritores y necesitaban las apoyaturas exteriores que da la bohemia más o menos declarada — el pelo largo, el tonito impertinente, el cigarrillo y la despreocupación en el vestir— para tirarse al agua o mejor dicho, a la tinta impresa. "Con libertad ni ofendo ni publico" les decía burlón Onetti (que ya tenía en su haber El Pozo, Tierra de nadie y Para esta noche aludiendo a la peña igualmente improductiva del café Libertad. Sí, necesitaban todo eso y también necesitaban probar sus armas en un permanente escarceo verbal bastante deslumbrante y no exento de petulancia. Todo un despliegue de machismo intelectual que si mal no recuerdo, irritó un poco mi susceptibilidad femenina y feminista. Me senté porque iba en compañía de uno de ellos —Maggi— y me senté en la mesa encarnando por primera vez mi papel de espectadora que es el que siempre he tenido en la generación del 45. También en ese carácter estoy escribiendo ahora.»
María Inés Silva Vila, 45 por uno, Editorial Fin de Siglo, 1993

El telón de fondo es la inmaculada y despreocupada Montevideo del período 1940-1960.

## Obra
- La mano de nieve (Montevideo, 1952), cuentos.
- Felicidad y otras tristezas (Arca, Montevideo, 1964), cuentos.
- Salto Cancán (Ediciones G. P., Montevideo, 1969), novela.
- Los rebeldes del 800 (Montevideo, 1971), novela.
- 45 por uno (Editorial Fin de Siglo, Montevideo, 1993), crónicas sobre la Generación del 45.
- El visitante y otros cuentos (Ediciones de la Banda Oriental, Montevideo, 1996), selección de sus cuentos.
- Último coche a Fraile Muerto y otros cuentos (Colección Socio Espectacular, Ediciones de la Banda Oriental, Montevideo, 2001), selección de cuentos.